# Darebin City
Koordinaten: 37° 45′ S, 145° 1′ O

Darebin City ist ein lokales Verwaltungsgebiet (LGA) im australischen Bundesstaat Victoria. Darebin gehört zur Metropole Melbourne, der Hauptstadt Victorias. Das Gebiet ist 51 km² groß und hat etwa 146.000 Einwohner.
Darebin liegt 5 bis 15 km nordöstlich des Stadtzentrums von Melbourne und wird begrenzt vom Darebin Creek im Osten und vom Merri Creek im Westen. Es enthält neun Stadtteile: Kingsbury, Northcote, Preston, Reservoir, Thornbury und Teile von Alphington, Bundoora, Fairfield und Macleod. Der Sitz des City Councils befindet sich in Preston.
Im Norden der City befindet sich der Bundoora Park mit dem Mount Cooper, der höchsten Erhebung im Stadtgebiet Melbournes. Im Stadtteil Bundoora befindet sich auch der Haupt-Campus der La Trobe University mit 19.000 Studenten.
Die City wirbt vor allem mit ihrer kulturellen Vielfalt: Über ein Drittel der Einwohner wurde nicht in Australien geboren, über 40 % können eine andere Sprache als Englisch sprechen. Aus Europa sind neben Engländern vor allem Italiener und Griechen meist in den 1950er Jahren zugewandert, aus Asien Chinesen, Vietnamesen und zuletzt vermehrt Leute aus Sri Lanka, Indien, Ägypten, von den Philippinen und aus dem Nahen Osten. Dies bedeutet aber auch, dass das Durchschnittseinkommen hier besonders niedrig ist und es einen besonders hohen Anteil an armen (ca. 15 % verdienen unter 15.000 AUD im Jahr) und alten Personen (20 % sind über 60 Jahre alt) gibt.
Neben den großen Wohngebieten gibt es in der Darebin City auch einen großen Anteil an Einzelhandel, so ist mit dem Northland Shopping Centre das größte Einkaufszentrum in Nordmelbourne im Stadtteil Preston gelegen. Daneben gibt es noch größere Papier- und papierverarbeitende Industrie in dem Verwaltungsgebiet.

## Verwaltung
Der Darebin City Council hat neun Mitglieder, die von den Bewohnern der neun Wards gewählt werden. Diese neun Wahlbezirke (Barunah, Cazaly, Clifton, James, La Trobe, Merrilands, Oakhill, Rucker und Spring) sind unabhängig von den Stadtteilen festgelegt. Aus dem Kreis der Councillor rekrutiert sich auch der Mayor (Bürgermeister) des Councils.

## Städtepartnerschaften
- Baucau, Osttimor[2]